# AFC Eskilstuna
AFC Eskilstuna is een Zweedse voetbalclub uit Eskilstuna, in de provincie Södermanlands län. De club heeft slechts een korte geschiedenis en heeft al meerdere steden als thuisbasis gehad. De thuiswedstrijden worden gespeeld in het Tunavallen. De traditionele kleuren van de voetbalvereniging zijn oranje-blauw. 

## Geschiedenis
De club werd gevormd in 2005 na een fusie tussen FC Café Opera Djursholm en Väsby IK, toen heette de club nog Väsby United. De club nam de licentie van Café Opera over, dat in de Superettan op het tweede niveau speelde. Na het eerste seizoen degradeerde de fusieclub, maar kon na één seizoen weer terugkeren naar de Superettan. In 2010 degradeerde de club andermaal. De naam werd tot 2012 aangehouden, maar daarna verhuisde de club naar Stockholm na een fusie en veranderde de naam naar AFC United. 
Doordat de club in Solna te veel concurrentie had en tevens over weinig sponsors en toeschouwers beschikte, ging AFC United in 2016 een fusie aan met Eskilstuna City, dat uitkwam in de Division 1, het derde niveau. De fusie is vanaf 1 januari 2017 ingegaan. Door de fusie zou de club opnieuw verhuizen, dit keer naar het Tunavallen in Eskilstuna. Hiermee werd de naam opnieuw gewijzigd, dit keer naar AFC Eskilstuna. 
Doordat de Zweeds-Syrische trainer Özcan Melkemichel in het seizoen 2016 met AFC promoveerde naar de Allsvenskan, beschikte de stad Eskilstuna plotsklaps over een club op het hoogste Zweedse voetbalniveau. De nieuw gevormde club hield het maar een jaar vol in de Allsvenskan. Terug in de Superettan kon het via de eindronde promoveren door Brommapojkarna over twee wedstrijden te verslaan. In 2019 vond opnieuw degradatie plaats naar de Superettan. In december 2019 werd bekend dat succescoach Melkemichel terug zou keren naar AFC.

## Naamsveranderingen
- 2005 : Opgericht als Väsby United
- 2012 : AFC United
- 2017 : AFC Eskilstuna

## Eindklasseringen
| 9 |

| 14 |

| 2 |

| 9 |

| 12 |

| 16 |

| 2 |

| 11 |

| 10 |

| 1 |

| 8 |

| 2 |

| 16 |

| 3 |

| 16 |

| 9 |

| 9 |

| 8 |

| 16 |

| Allsvenskan | Superettan | Ettan |

Naam Niveau 3: 2006-2019 Division 1. 
| Seizoen        | №  | Clubs | Divisie            | Duels | Winst | Gelijk | Verlies | GF | GA | Doelsaldo | Punten | Tsch  |
| -------------- | -- | ----- | ------------------ | ----- | ----- | ------ | ------- | -- | -- | --------- | ------ | ----- |
| Väsby United   |    |       |                    |       |       |        |         |    |    |           |        |       |
| 2005           | 9  | 16    | Superettan         | 30    | 11    | 6      | 13      | 32 | 40 | –8        | 39     | 1.125 |
| 2006           | 14 | 16    | Superettan         | 30    | 8     | 8      | 14      | 34 | 47 | –13       | 32     | 487   |
| 2007           | 2  | 14    | Division 1 (Norra) | 26    | 15    | 6      | 5       | 51 | 31 | +20       | 51     | 446   |
| 2008           | 9  | 16    | Superettan         | 30    | 11    | 6      | 13      | 38 | 36 | +2        | 39     | 451   |
| 2009           | 12 | 16    | Superettan         | 30    | 8     | 9      | 13      | 28 | 41 | –13       | 33     | 406   |
| 2010           | 16 | 16    | Superettan         | 30    | 4     | 6      | 20      | 31 | 60 | –29       | 18     | 723   |
| 2011           | 2  | 14    | Division 1 (Norra) | 26    | 15    | 5      | 6       | 51 | 26 | +25       | 50     | 290   |
| AFC United     |    |       |                    |       |       |        |         |    |    |           |        |       |
| 2012           | 11 | 14    | Division 1 (Norra) | 26    | 9     | 3      | 14      | 36 | 43 | –7        | 30     | 206   |
| 2013           | 10 | 14    | Division 1 (Norra) | 26    | 8     | 6      | 12      | 32 | 40 | –8        | 30     | 179   |
| 2014           | 1  | 14    | Division 1 (Norra) | 26    | 19    | 1      | 6       | 52 | 22 | +30       | 58     | 176   |
| 2015           | 8  | 16    | Superettan         | 30    | 10    | 10     | 10      | 43 | 44 | –1        | 40     | 346   |
| 2016           | 2  | 16    | Superettan         | 30    | 18    | 7      | 5       | 50 | 20 | +30       | 61     | 703   |
| AFC Eskilstuna |    |       |                    |       |       |        |         |    |    |           |        |       |
| 2017           | 16 | 16    | Allsvenskan        | 30    | 4     | 8      | 18      | 28 | 55 | –27       | 20     | 3.748 |
| 2018           | 3  | 16    | Superettan         | 30    | 13    | 15     | 2       | 40 | 16 | +24       | 54     | 1.741 |
| 2019           | 16 | 16    | Allsvenskan        | 30    | 4     | 8      | 18      | 23 | 55 | -32       | 20     | 3.274 |

## Bekende (ex-)spelers
- Randy Ababio
- Kevin van Kippersluis
- Othman El Kabir
- Soufiane Laghmouchi
- Nick Wolters
- Lesly de Sa
- Mattias Moström
- Robin Quaison
- Emmanuel Frimpong
- Taye Taiwo